# Simple Desktop Display Manager
Simple Desktop Display Manager (SDDM) ist ein Display Manager (graphischer Sitzungsmanager) für das X Window System X11 und Wayland. SDDM ist von Grund auf neu in C++11 geschrieben und unterstützt Themen in QML.
SDDM ist freie Software und unterliegen den Vorschriften der GNU General Public License Version 2.

## Einsatz
2013 entschied sich das Fedora Projekt SDDM in Fedora 21 als Default Display Manager einzusetzen.
Auch in Kubuntu ist ab der Version 15.04 der SDDM im Einsatz.
KDE wählte SDDM als Nachfolger für den KDE Display Manager für KDE Plasma 5.
Die LXQt-Entwickler empfehlen SDDM als Display Manager.